# ATS 6
ATS 6 (Applications Technology Satellite 6) fue un satélite artificial estadounidense dedicado a probar nuevas tecnologías. Fue lanzado el 30 de mayo de 1974 y además de realizar experimentos tecnológicos fue el primer satélite educativo del mundo. Durante sus 5 años de vida útil transmitió programas educativos a la India, los Estados Unidos y otros países. También llevó a cabo pruebas de control de tráfico aéreo, fue usado para practicar técnicas de búsqueda y rescate mediante satélite y llevó un radiómetro experimental que más tarde se convirtió en un instrumento estándar en los satélites meteorológicos. También jugó un importante papel en la misión ASTP en 1975, durante el acoplamiento entre la nave Apolo y la cápsula Soyuz, transmitiendo señales al centro de control en Houston.
Cuando el fallo de los propulsores del satélite amenazó con dejarlo incontrolable fue propulsado a una órbita por encima de la geoestacionaria.
El reflector de la antena tenía 9 m de diámetro y la precisión de apuntado era de 0,1 grados. La alimentación eléctrica (645 vatios) era proporcionada por dos paneles solares situados en el extremo de sendos mástiles y con forma semicilíndrica. Estaba estabilizado en los 3 ejes.
La carga útil incluía el instrumento VHRR (Very High Resolution Radiometer), un experimento de propagación de ondas milimétricas y un sistema de comunicación en banda L y banda C.